# Cimetière du Nord (Dresde)
Pour les articles homonymes, voir cimetière du Nord.
Le cimetière de Nord (Nordfriedhof) est un cimetière de Dresde en Allemagne. C'était autrefois un cimetière militaire où étaient enterrées les personnalités militaires de Saxe. Il se trouve à Albertstadt.

## Histoire
L'armée du royaume de Saxe est modernisée après la guerre de 1870 et la ville de garnison d'Albertstadt est construite. C'est aujourd'hui un quartier de Dresde. Le général von der Planitz (de), ministre de la guerre, fait aménager ce nouveau cimetière militaire d'un hectare, en 1900, pour les morts de l'hôpital militaire et les personnalités de l'armée saxonne. Le cimetière est inauguré le 1er octobre 1901 sous le nom de Garnisonfriedhof (cimetière de la garnison) et la chapelle est consacrée en 1902.
Le cimetière est agrandi en 1917 pour les soldats tués à la guerre. Deux mille soldats tués de l'armée impériale allemande s'y trouvent, ainsi que les tombes de prisonniers de guerre français, russes, serbes ou tchèques. Un monument aux morts érigé par Max Lange s'y trouvait de 1922 à 1947. Il a été démantelé par l'administration soviétique en Allemagne. Une cérémonie annuelle du souvenir s'y déroulait pour la fête de la Saint-Jean.
Le cimetière est renommé en Standortfriedhof en 1930 et agrandi à nouveau vers 1940. Cette nouvelle section accueille les tombes de sept cents soldats de la Wehrmacht et de prisonniers de guerre et travailleurs forcés. Après le bombardement de Dresde de 1945, ce sont 450 tombes de soldats ou de pompiers qui sont rajoutées. Mais la plupart des victimes sont enterrées au cimetière de la lande (de). Une stèle rappelle leur souvenir.
Le cimetière change encore de nom après la guerre pour trouver son appellation actuelle. Un cimetière des soldats soviétiques est aménagé de l'autre côté de la rue.
La partie nord du cimetière a été aménagée en cimetière civil dans les années 1950 et 1960. C'est aussi comme le reste du cimetière, un lieu de patrimoine protégé depuis 1987. Une cérémonie commémorative a lieu tous les ans pour les victimes de l'attentat du 20 juillet 1944 contre Hitler et de toutes les victimes du nazisme.

## Personnalités
- Adolph von Carlowitz (1858-1928), général et ancien ministre de la Guerre de Saxe
- Georg Ludwig Rudolf Maercker (1865-1924), général fondateur des corps francs de la république de Weimar
- Paul von der Planitz (1837-1902), général et ancien ministre de la Guerre de Saxe

## Galerie

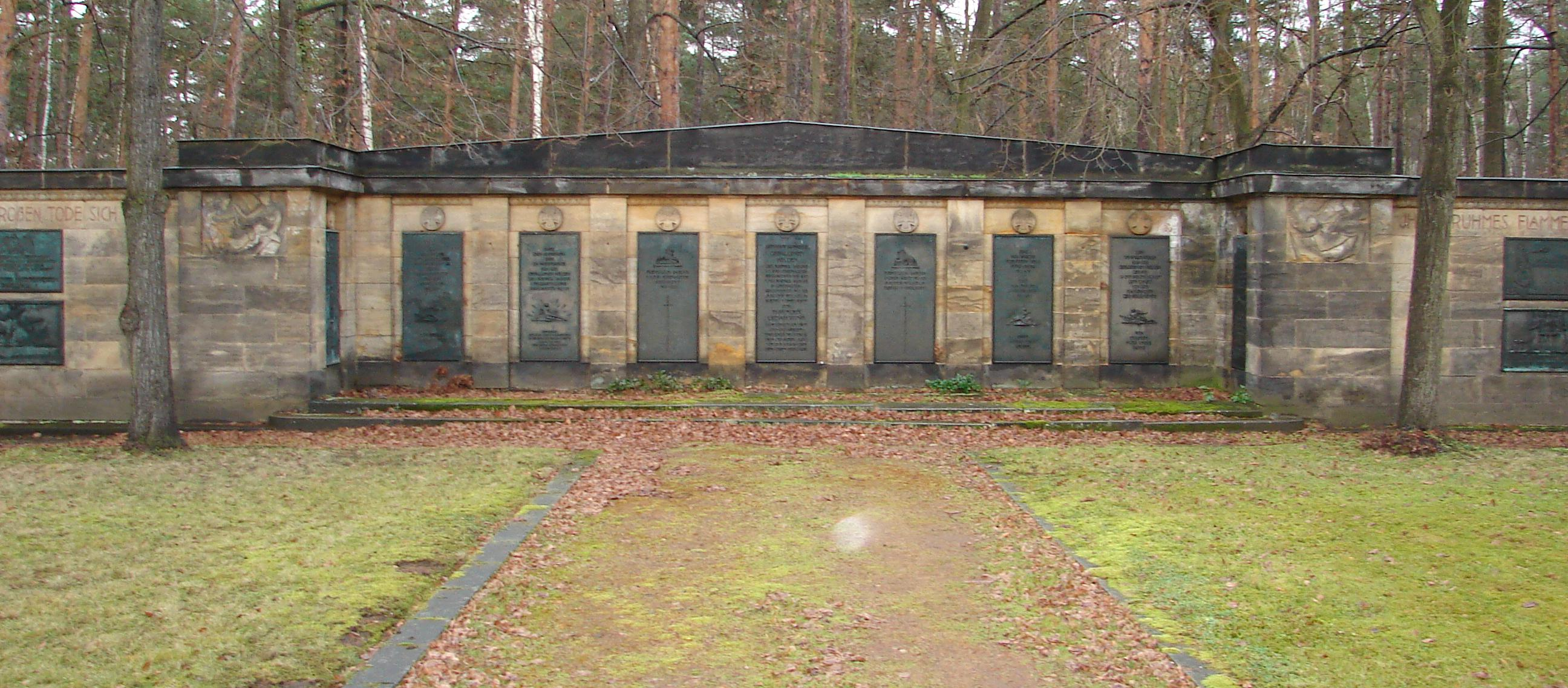
Tombe des soldats de la garnison tombés à la guerre de 1914-1918
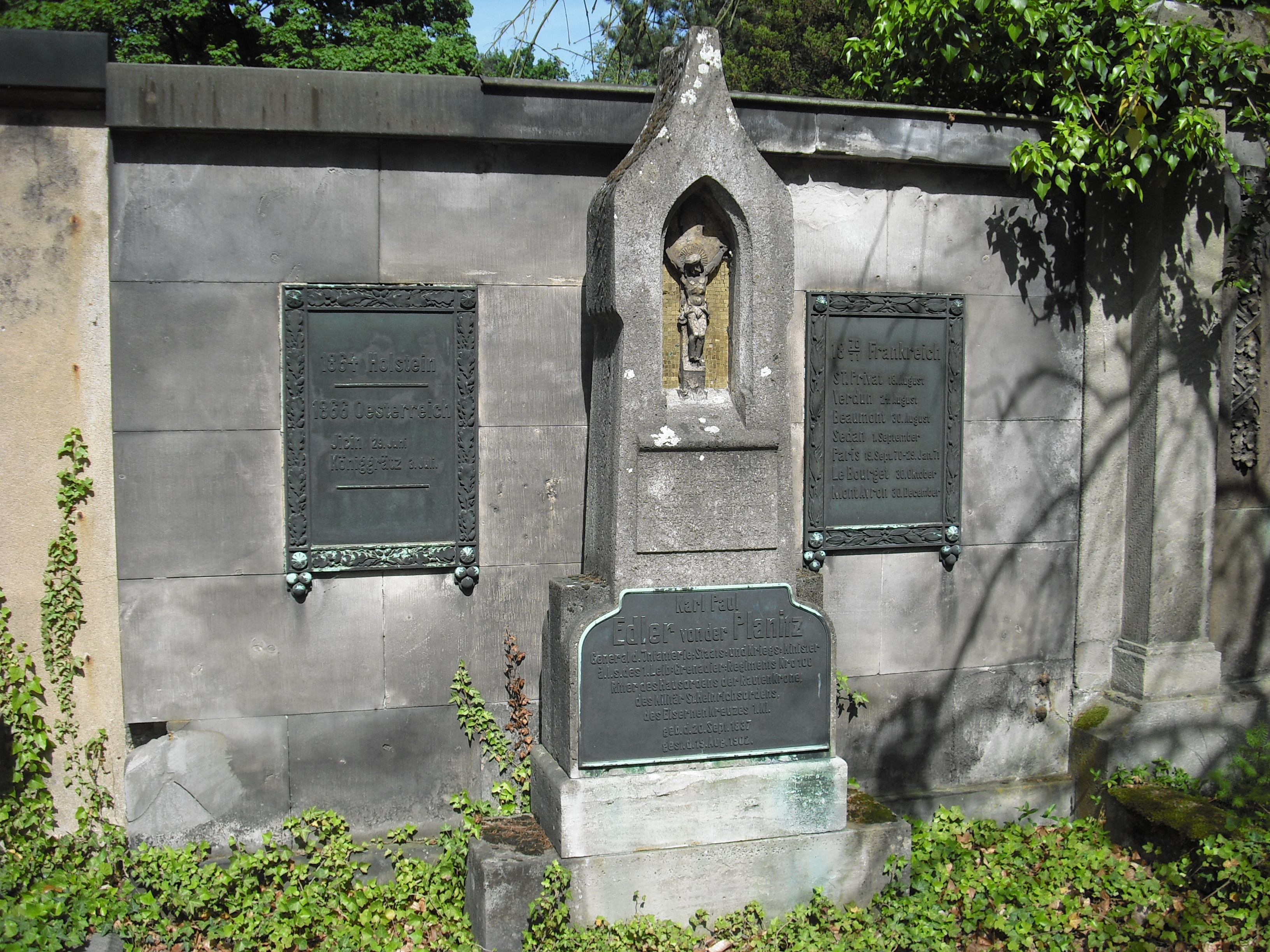
Sépulture du général von der Planitz
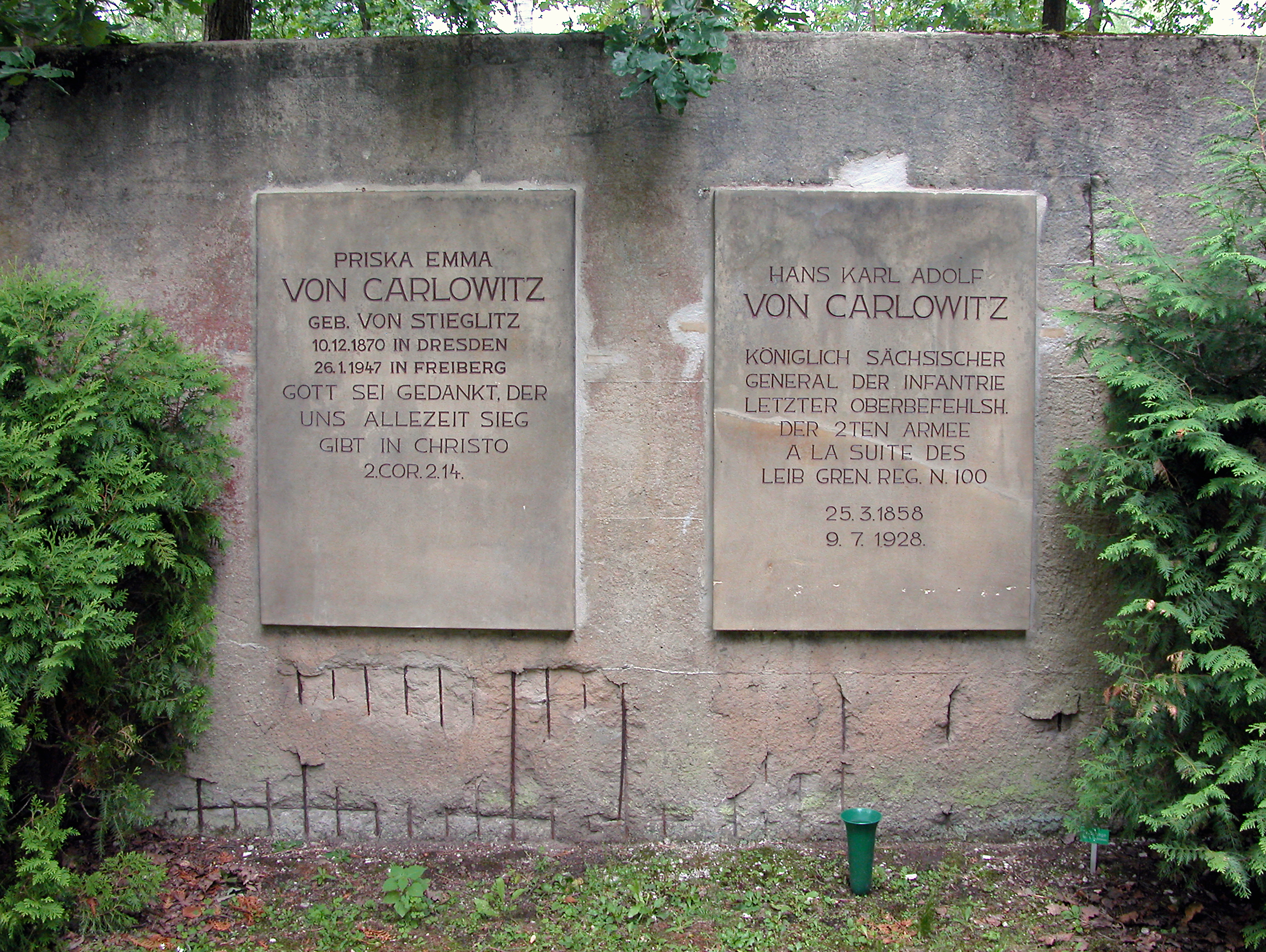
Sépulture du général Adolf von Carlowitz
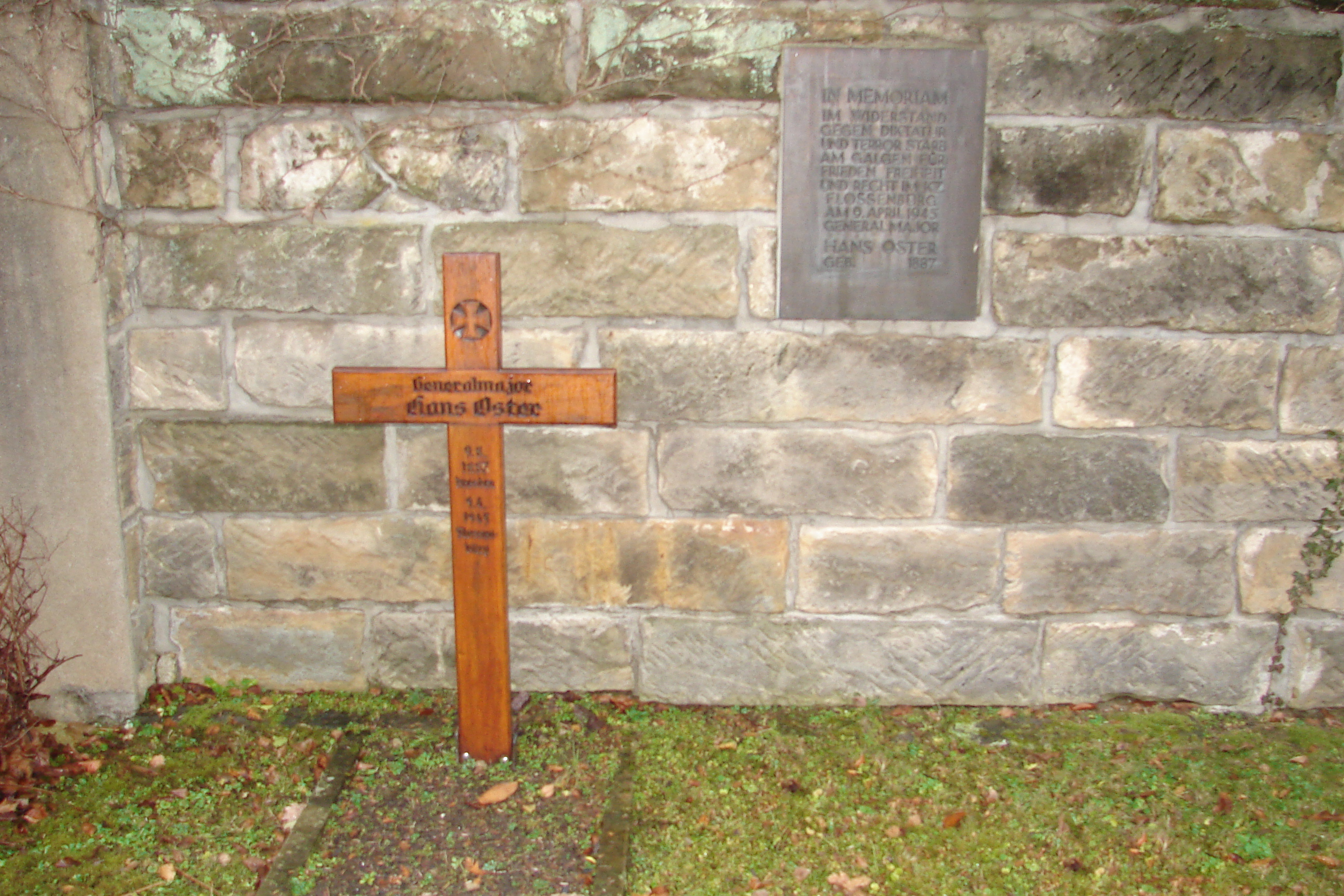
Tombe du général Oster, résistant au national-socialisme